# Teppichbeet

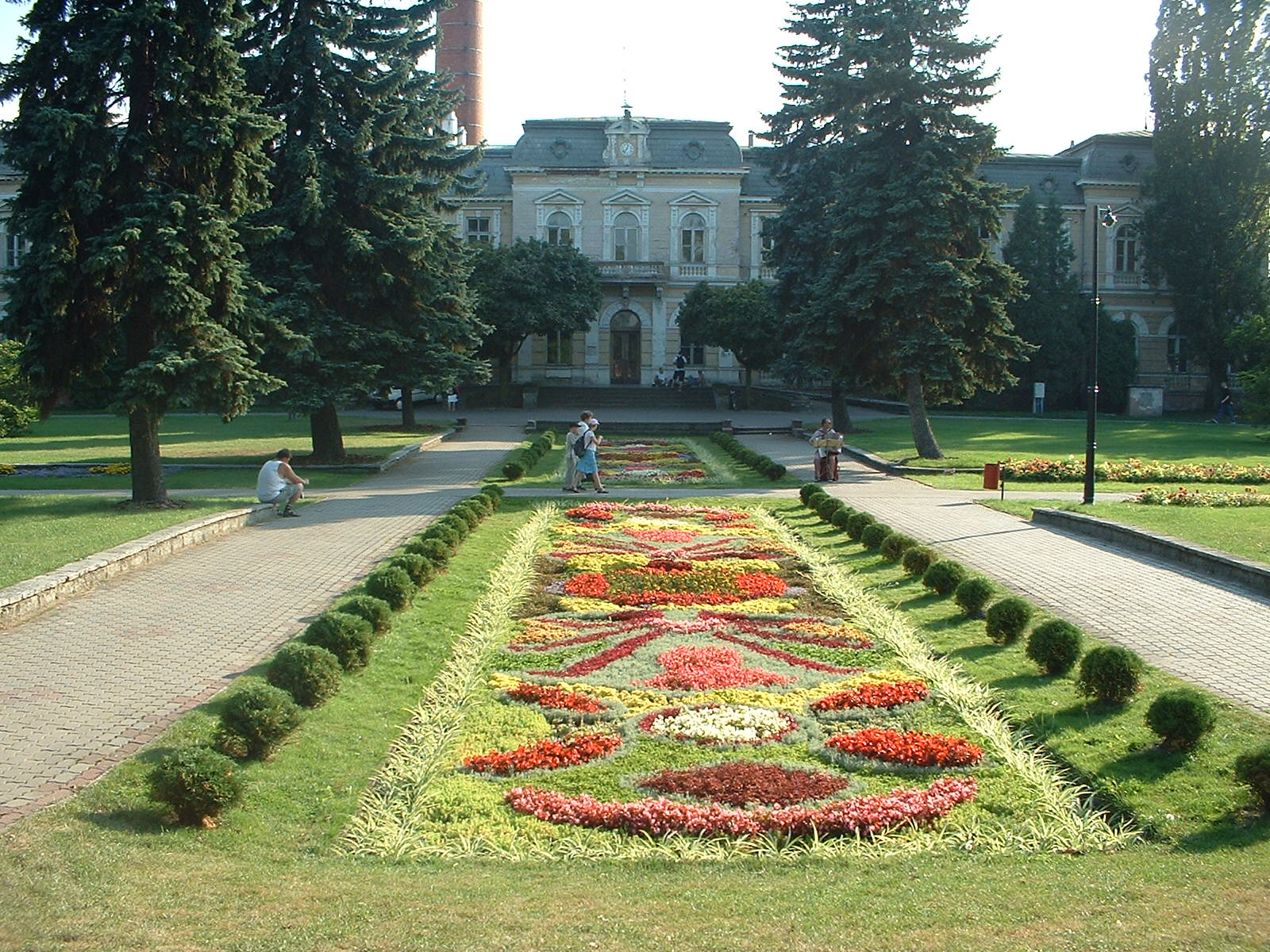
Teppichbeet im Schlosspark von Ciechocinek

Ein Teppichbeet (Schmuckbeet) ist ein Beet, das so dicht bepflanzt ist, dass es auf die einzelne Pflanze nicht ankommt, sondern die Wirkung durch Muster erzielt wird, die durch die Bepflanzung mit farblich unterschiedlichen Pflanzen erzeugt wird. Die Einzelpflanze ist so nur ein kleines Element in einem Mosaikbild, wirkt nur noch als Beitrag zu einer Farbfläche.

## Geschichte

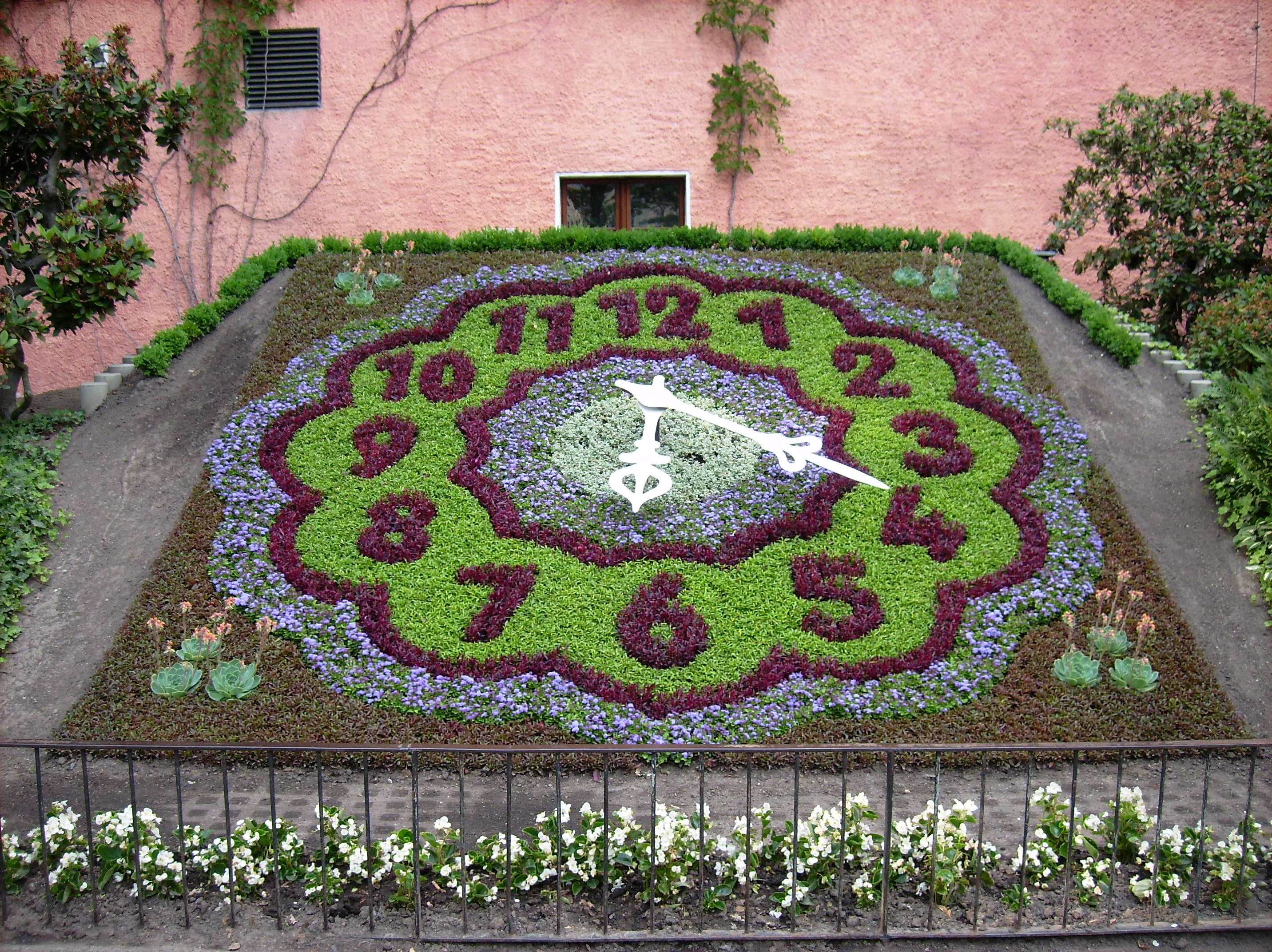
Blumenuhr mit Uhrwerk an der Zittauer Fleischerbastei

Teppichbeete gab es schon im Barock. Musterbücher für Teppichbeete gab es seit 1853. Teppichbeete waren in Deutschland aber vor allem in der zweiten Hälfte des 19. Jahrhunderts, etwa bis zum Ersten Weltkrieg in Mode, in Frankreich hielten sie sich länger. Es galt die Auffassung, dass Teppichbeete nur als Schmuck im direkten Anschluss an Gebäude oder Monumente zulässig seien und dass die Ornamentik des Teppichbeetes bestimmt sein müsse durch das Objekt, auf das sie sich beziehen. Das Muster sollte möglichst einfach sein, sich möglichst flach am Boden halten und zweidimensional gestaltet sein. Deshalb waren Pflanzen von kleinem, gedrungenem Wuchs zu verwenden. Plastisch gearbeitete Teppichbeete wurden abgelehnt. Teppichbeete mussten immer von Rasen eingefasst sein. Weiter war darauf zu achten, dass die Farbwirkung den ganzen Sommer überdauerte, was meist durch Pflanzen mit farbigem Laub leichter zu gewährleisten war als durch Blüten (Lobelien). Eine Sonderform der Teppichbeete sind gepflanzte Blumenuhren oder Wappen.
Der massenhafte Bedarf an Pflanzen und das Erhalten der Zeichnung über einen ganzen Sommer machten Teppichbeete sehr kostspielig und zu einer Prestige-Angelegenheit. Sie waren daher vor allem in Gärten der Oberschicht zu finden, in Schlossparks und den Gärten großbürgerlicher Villen. Heute finden sich Teppichbeete nur noch selten, zum Beispiel in denkmalgeschützten Grünanlagen oder auf Bundes- oder Landesgartenschauen.